# Aimé Thomé de Gamond
Pour les articles homonymes, voir Gamond.
Louis-Joseph Aimé Thomé dit de Gamond, né le 1er novembre 1807 à Poitiers, et mort le 2 février 1876 à Paris, est un ingénieur, précurseur du tunnel sous la Manche.

## Éléments biographiques
Fils d’un ancien capitaine napoléonien, sa mère est la sœur du comte Antoine Claire Thibaudeau, ancien préfet des Bouches-du-Rhône. Aimé Thomé vit à Poitiers jusqu'à ses 15 ans, époque à laquelle il rejoint son oncle, Antoine Thibaudeau, alors en exil à Augsbourg.

### Augsbourg puis Bruxelles
Son oncle est ami de longue date d'Hyppolite Lebas dont le fils est le précepteur du jeune Louis-Napoléon Bonaparte. Thomé et celui qui allait devenir Napoléon III sont inscrits dans le même établissement scolaire, le gymnasium d'Augsbourg. Ils deviendront compagnons d'études et de jeux. Le 21 février 1884, la famille Thibaudeau part s'installer à Bruxelles. Là, il intègre la grande communauté des français exilés pour s'être opposés au règne de Louis XVI, pour la plupart, auteurs de la Première constitution républicaine. Il y rencontre également le peintre Jacques-Louis David, à ce titre certaines sources lui attribue la biographie posthume publiée en 1826 et traduite en de nombreuses langues. En fait cette biographie fut rédigée par Antoine Claire Thibaudeau ami du peintre.

### Retour en France
En 1829, lorsqu'il rallie la France, il est couvert de diplômes : docteur en médecine, docteur en droit, officier du génie militaire, ingénieur des mines et ingénieur hydrographe. Cherchant à exercer ses talents, il s'installe à Ivry où il reprend une verrerie. Il est contraint de renoncer en raison de la concurrence belge sur ce marché.
En 1830, il prend part aux Trois Glorieuses. L’année suivante, il épouse Marie-Aline de Gamond dont il prend la particule. Il se fera désormais appeler « Thomé de Gamond ». Celle-ci lui donne, en 1833, une fille, prénommée Marie-Cornélie. C'est à cette époque qu'il commence à réfléchir à créer un trait d'union permanent entre la France et l'Angleterre qui incarne à l'époque un phare de développement commercial et industriel. Il envisage tour à tour de réaliser un pont, de créer des bacs entre les deux rivages puis, finalement, un tunnel. Près de dix projets seront finalisés, sur le papier du moins.
En 1843, Il reprend une exploitation agricole dans le Berry mais le destin, comme pour sa verrerie, s'acharne et son exploitation est dévastée par un violent orage. Insatiable, il y avait multiplié les projets, étudié les réseaux hydrographiques, tenté de moderniser son exploitation, soutenue par une amie de toujours, Cornélie Goupy dont il s'évertuera à publier les poèmes après son décès. L'épisode du Berry occultera pour un temps ses projets de tunnels sous la Manche, mais il y revient avec force par la suite. Il fréquente Prosper Enfantin et les milieux du saint-simonisme. L'exposition universelle de Londres en 1851 redonne un coup d'accélérateur à son projet de tunnel, mais il faut se rendre à l'évidence, les données géologiques concernant le Channel font encore largement défaut. Qu'à cela ne tienne, il enfile le tout récent scaphandre Siebe et part sonder les profondeurs marines. Après un épisode qui faillit bien mal tourner, il opte pour l'apnée pour aller recueillir de précieux échantillons. Il se leste et prévoit même pour la remontée de bénéficier de vessies de porc.

### Un trait d'union permanent entre la France et l'Angleterre

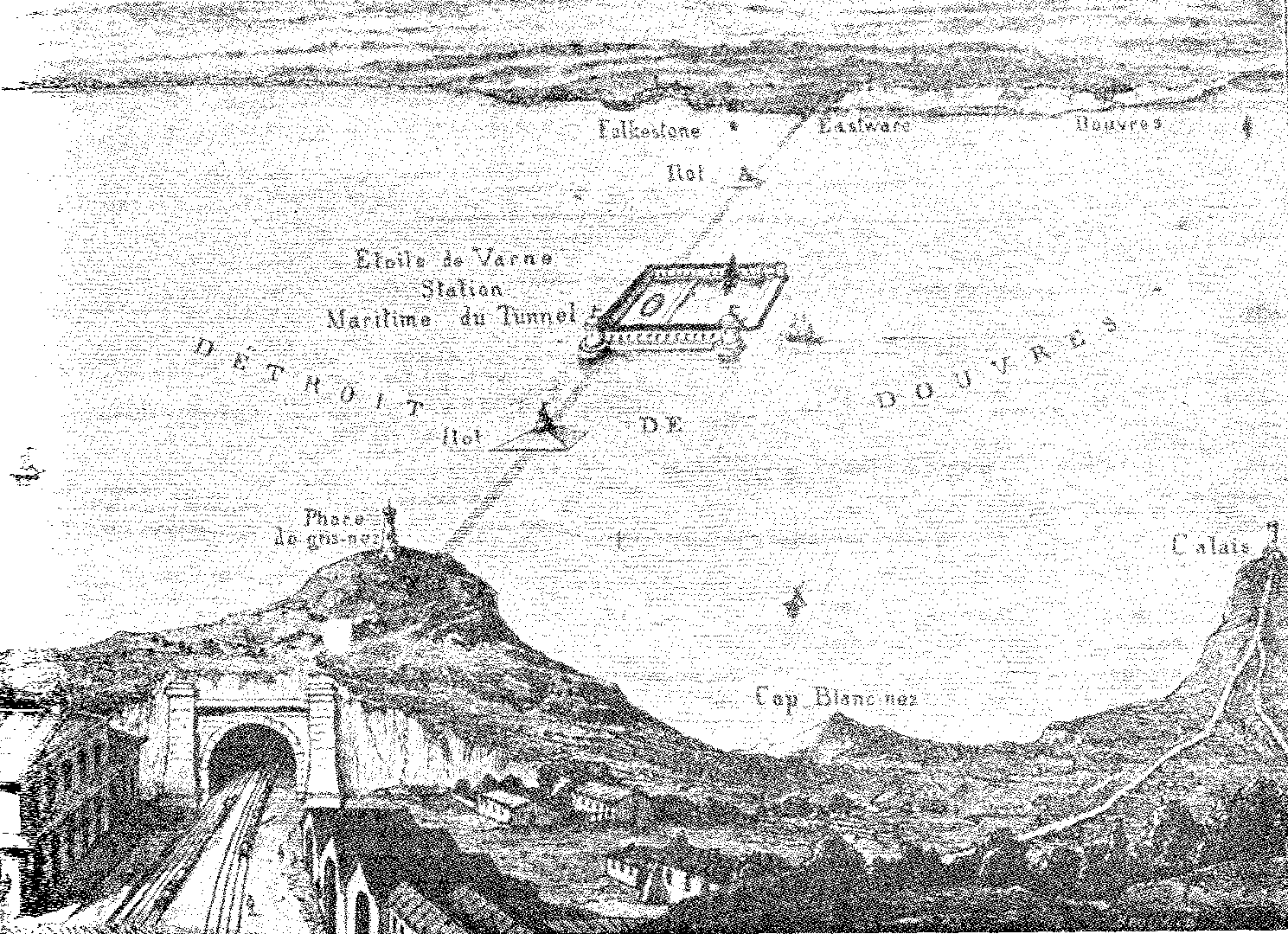
Projet de 1856 comportant l'Étoile de Varne.

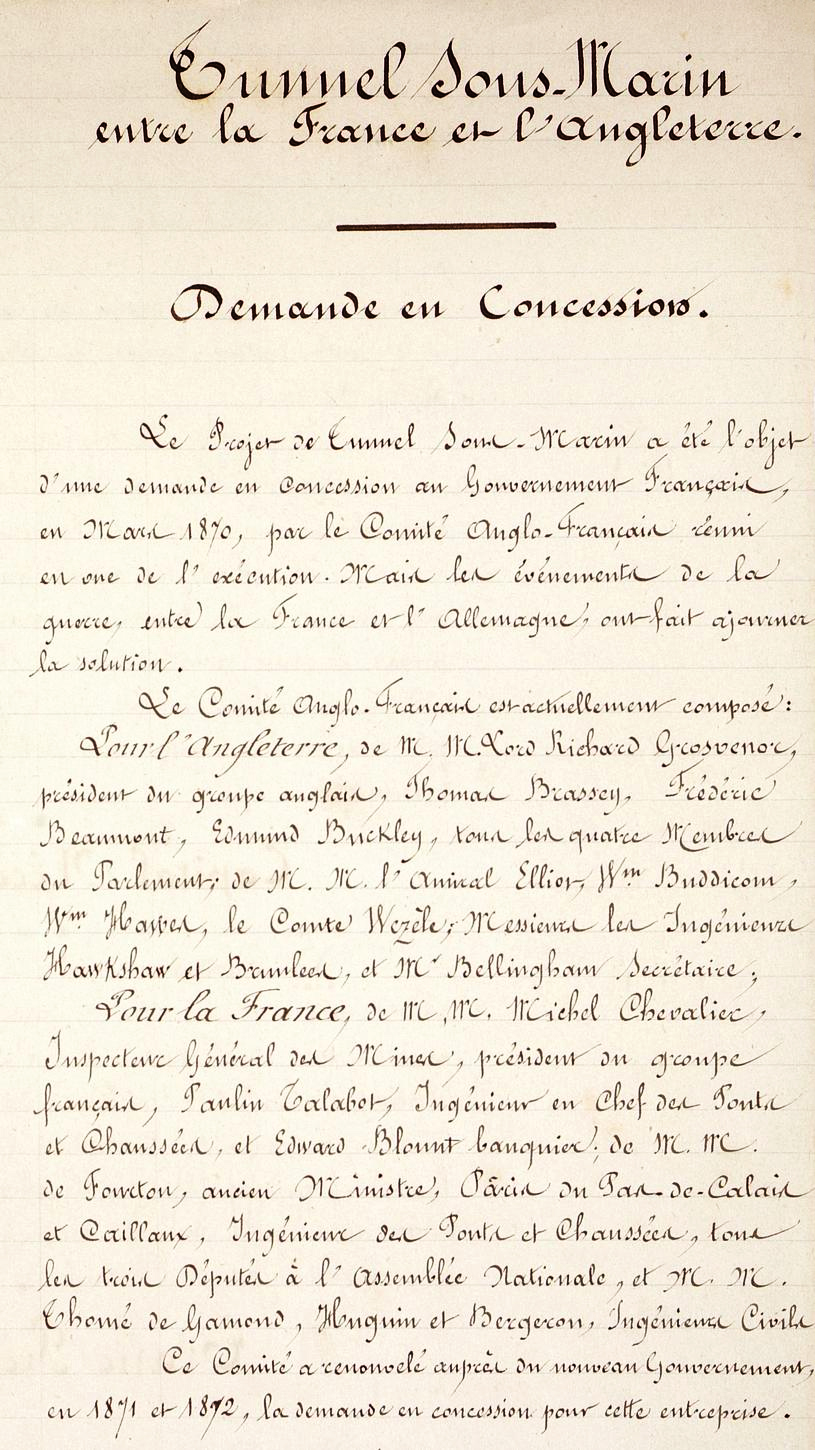
Demande en concession du Comité anglo-français, mars 1870. Archives départementales du Pas-de-Calais, S 869.

Le 20 avril 1856, Thomé dispose de suffisamment de données pour les présenter à l'empereur Napoléon III qui est séduit par le projet de Thomé. Il lui promet des subventions pour poursuivre son étude. Fort de ce premier succès, il prend contact avec la couronne britannique qui lui répond : 

« Vous pouvez dire à l'ingénieur français que s'il parvient à faire cela, je lui donne ma bénédiction en mon nom personnel et au nom de toutes les ladies d'Angleterre »

— Reine Victoria.
La période trouble précédent la Guerre franco-allemande de 1870 et la Commune de Paris rendront le projet peu opportun. Il rejoindra – pour un temps seulement – les cartons. Désœuvré, il s'investit dans un projet de création d'un canal au Nicaragua, il y alla même de ses propres deniers. Mais un journaliste, Félix Belly, fit échouer l'entreprise qui sera mise en faillite et vaudra à Thomé de Gamond d'être emprisonné, un temps seulement à la suite de l'action diligente de son épouse, à la prison de Clichy. Sa réputation en sera néanmoins entachée alors que les premiers investisseurs pour le tunnel sous la Manche commençaient à se presser à son portillon. En 1867, il obtient à nouveau la possibilité d'exposer son projet lors de l'Exposition universelle de Paris. En 1869, il rassemble trente années de recherche dans un ouvrage intitulé Mémoire sur les plans du projet nouveau d'un tunnel sous-marin entre l'Angleterre et la France. Il y imagine le projet fou de créer une île artificielle au milieu du détroit, sur un haut-fond : l’« Étoile de Varne ». Il sera, par la suite, contraint d'y renoncer.
Les Britanniques, de leur côté se lancent dans l'étude d'un lien permanent avec le continent. L'ingénieur Henry Brunel et John Hawkshaw (en) s'attèlent à la tâche. Ils créent l'association franco-anglaise pour le tunnel sous la Manche qui est présidée par Richard Grosvenor pour les Anglais et par Michel Chevalier pour les Français. Thomé de Gamond en est presque évincé. Le 3 septembre 1870, Napoléon III est défait à la bataille de Sedan. Il perd là un soutien important. La république succède à l'Empire. En février 1872, les Anglais réunissent des investisseurs et des ingénieurs au sein d'une société baptisée The Channel Tunnel Company Limited. Thomé de Gamond y est repris et relance les demandes de concession au nouveau gouvernement français en 1871 et 1872. Le 8 juillet 1873, un comité permanent est désigné en France pour superviser les travaux préliminaires. La présidence de ce comité est assurée par Michel Chevalier qui le maintient à l'écart des débats. Les relations se détériorent entre les deux hommes. Le 18 janvier 1875, l'Assemblée nationale par l'entremise du Maréchal Mac-Mahon et du Ministre des travaux publics, Eugène Caillaux ratifie une convention d'exploitation du tunnel pour une durée de 99 ans. Michel Chevalier, avec des fonds issus de la famille Rothschild et de la Compagnie des chemins de fer du Nord monte la société et assume la présidence de la société qui bénéficiera de cette concession. Définitivement évincé du projet, Thomé de Gamond adresse au comité une lettre aux accents pathétiques qui émeuvent certains de ses membres, au point qu'ils mettent sur pied une commission pour statuer sur le « cas Thomé ». D'atermoiements en reports de discussion, ils aboutissent à une résolution, en janvier 1876, lui octroyant une rente annuelle de 6 000 francs à partager à sa mort, pour moitié pour son épouse, Marie-Aline de Gamond et pour moitié pour sa fille, Gabrielle.

### Une fin pathétique
Le 2 février 1876, ignorant tout de ce début de reconnaissance, épuisé de dégoût face à tant d'ingratitude, il meurt chez son gendre, en présence de sa femme, de sa fille et de son mari, Louis Dangibeaud. Désargentée, la famille ne pouvant assumer ses obsèques, il est donc inhumé le 4 février 1876 dans le caveau familial des Dangibeaud au cimetière de Montmartre 26e division. Aucune mention, même aujourd'hui encore, ne mentionne son nom et encore moins son action en faveur d'un projet qui ne verra définitivement le jour que plus d'un siècle plus tard puisqu'il ne verra concrètement le jour qu'en 1987 et ne sera inauguré que le 6 mai 1994.

## Publications
- Vie de David, peintre d'histoire, ancien membre de la Convention nationale, édition Baudouin[2], 1826, p. 168.
- Étude pour l'avant-projet d'un tunnel sous-marin entre l'Angleterre et la France, Paris, Victor Dalmont éditeur, 1856 (lire en ligne sur Gallica)
- Mémoire sur les plans du projet nouveau d'un tunnel sous-marin entre l'Angleterre et la France : produits à l’Exposition universelle de 1867 et sur les différents systèmes projetés pour la jonction des deux territoires depuis l’origine de ces études en 1833 : tunnel immergé, pont sur le détroit, bac flottant, isthme de Douvres, tunnel sous-marin, Dunod, 1869, p. 134
- Poésies intimes de Mlle Cornelie Goupy, 1869.

## Galerie

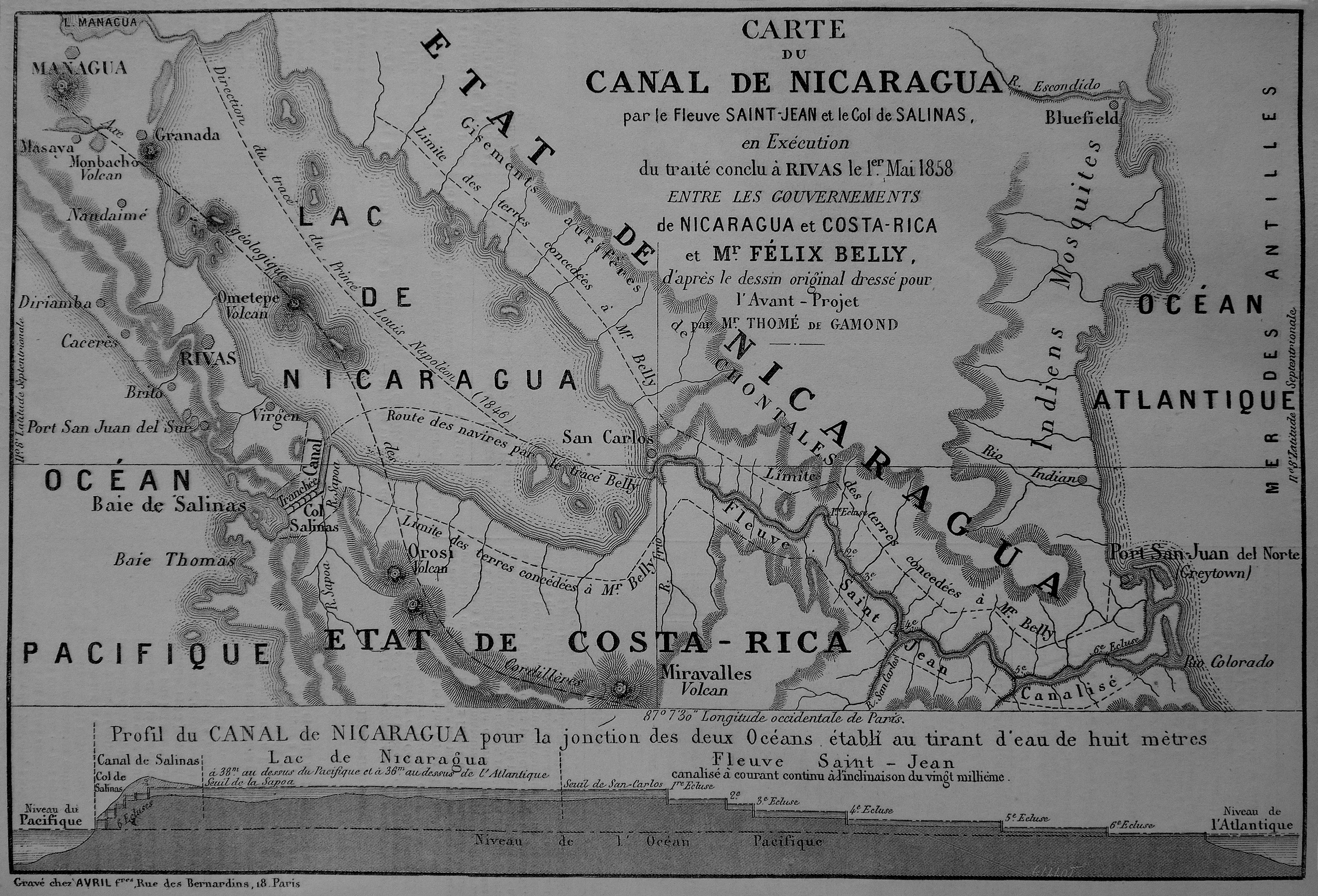
Projet du canal du Nicaragua, carte publiée dans L'Illustration, 5 mars 1859.
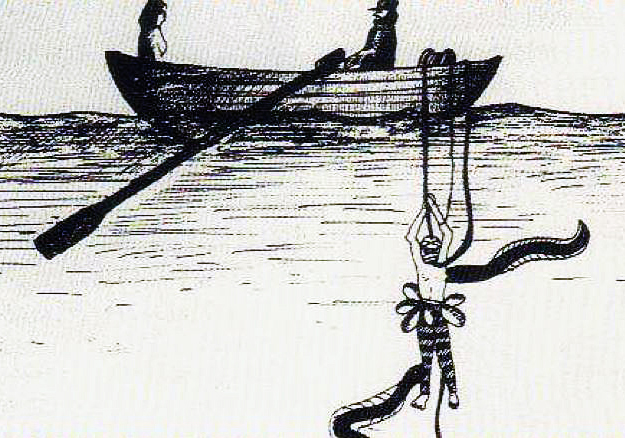
Sondant les profondeurs du Channel en apnée, il est attaqué par des murènes.
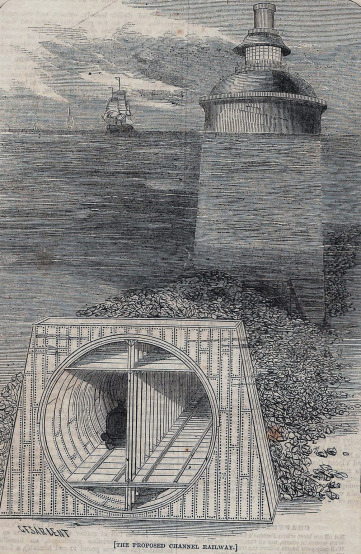
Projet de Thomé de Gamond (vue en coupe).
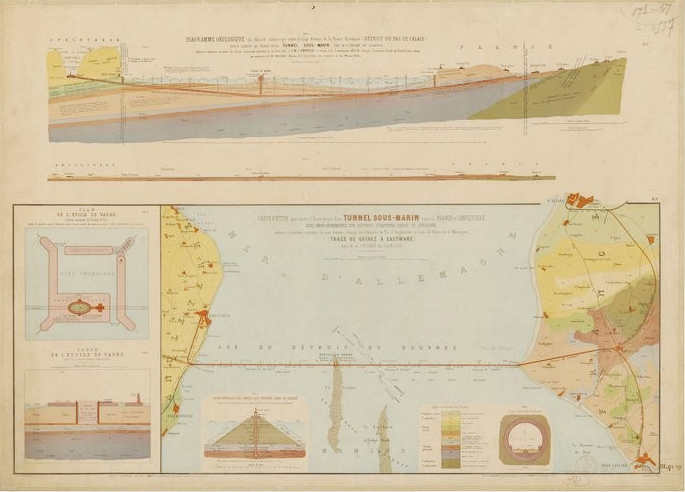
Carte d'étude pour servir à l'avant-projet d'un tunnel sous-marin entre la France et l'Angleterre... (Tracé de Grisnez[Notes 1] à Eastware) par M. A. Thomé de Gamond (source Gallica.bnf.fr).
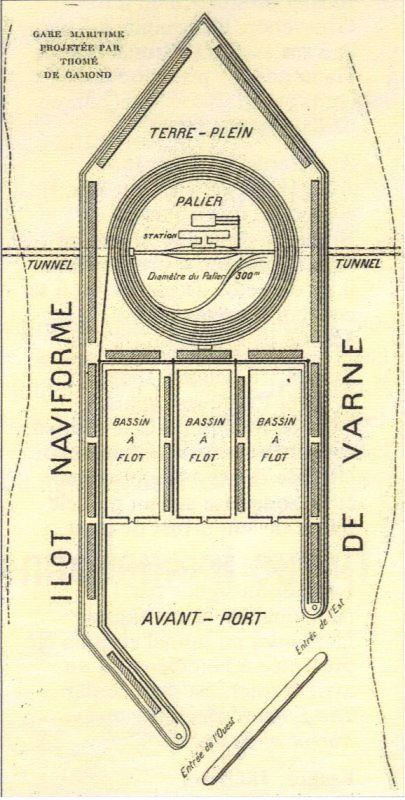
Ilot naviforme de Varne projeté par Thomé de Gamond.